# Amos Dolbear

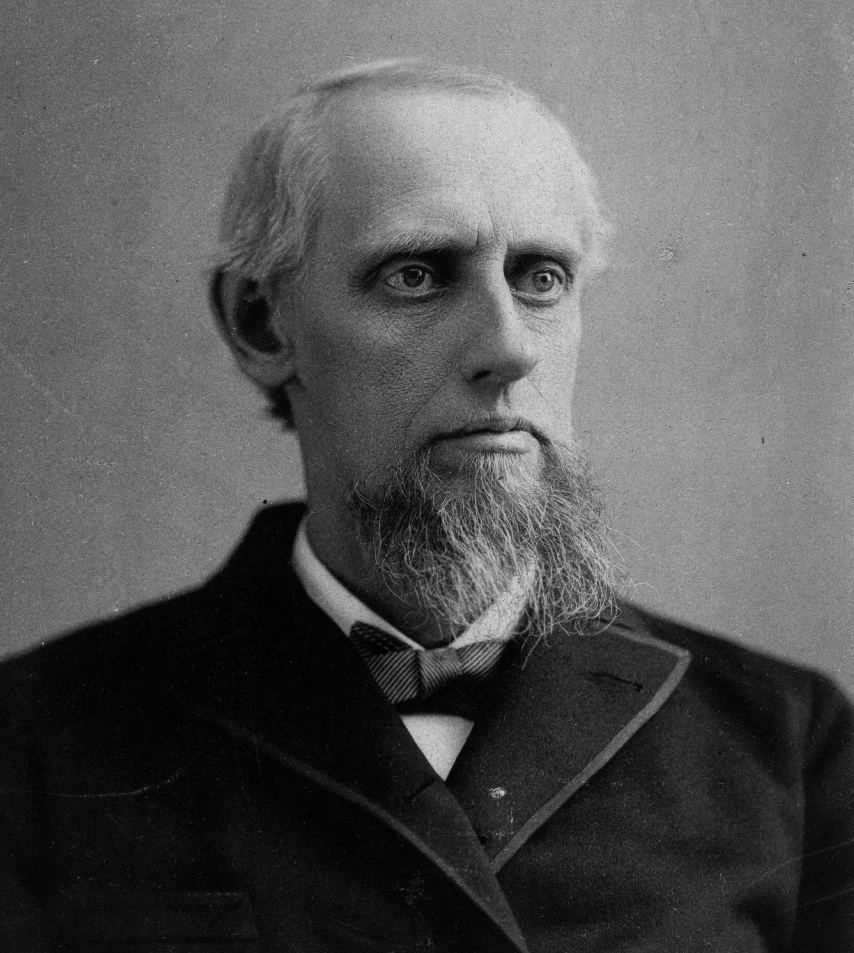
Amos Dolbear (1880).

Amos Emerson Dolbear (10 de novembro de 1837 - 23 de fevereiro de 1910) foi um físico e inventor americano. Suas patentes interferiu com Guglielmo Marconi atividades previstas no Dolbear E.U. pesquisados faísca elétrica conversão em ondas sonoras e impulsos elétricos. Ele foi professor na Universidade de Kentucky em Lexington de 1868 até 1874. Em 1874 ele se tornou o presidente do departamento de física da Universidade Tufts, em Medford, Massachusetts.

## Biografia
Dolbear era um graduado da Ohio Wesleyan University, em Delaware, Ohio. Enquanto estudante em Ohio Wesleyan, ele tinha feito um "telégrafo falante" e inventou um receptor com duas características do telefone moderno: um ímã permanente e um diafragma metálico. Ele inventou o primeiro telefone receptor com um ímã permanente, em 1865, onze anos antes de Alexander Graham Bell patentear o seu modelo. Mais tarde, Dolbear não pôde provar sua alegação, de modo que Bell manteve a patente. Dolbear perdeu o seu caso perante o Supremo Tribunal dos E.U.A. (Dolbear et al. V. American Bell Telephone Company).
Em 1876, Dolbear patenteou um telefone magneto elétrico.
Em 1882, o professor Dolbear foi capaz de se comunicar através de uma distância de um quarto de milha sem fios na Terra. Ele recebeu uma patente para um telégrafo sem fio em março daquele ano. Seu dispositivo invocado condução no chão, um tipo de transmissão de rádio. Seu set-up telefones usados por hastes de metal aterrado enfiou na terra. Sua faixa de transmissão, pelo menos, tanto como um meia milha e ele recebeu uma patente para este dispositivo, E.U. , em 1886. Mas o mais importante da patente Dolbear impediu a empresa de Marconi que operam nos Estados Unidos. No final, Marconi tinha de comprar a patente Dolbear, principalmente porque se tratava: 
1. Similar ao modelo 1896, Guglielmo Marconi .[4]
2. Tratável em aplicações específicas (tais como a transmissão na terra).

Em 1868 Dolbear (enquanto um professor na faculdade de Bethany) inventou o telefone eletrostática. Ele também inventou o opeidoscope (um instrumento para a visualização de vibração das ondas sonoras, usando um espelho montado sobre uma membrana) e um sistema de iluminação incandescente . Ele é autor de vários livros, artigos e panfletos, e foi reconhecido por suas contribuições à Ciência, tanto a Exposição de Paris em 1881 e o Crystal Palace Exposition em 1882. 
Em 1897, Dolbear publicou um artigo "O grilo como um termômetro", que observou a correlação entre a temperatura e a taxa em que os grilos cantam. A fórmula expressa no artigo que se tornou conhecida como a Lei Dolbear .

## Publicações

### Livros
- "The Art of Projecting" ("A arte de projetar), Boston, 1876.
- "The peaking Telephone" ("O pico de telefone") 1877
- "Sound and its Phenomena" ("Som e seus fenômenos") 1885.
- "Matter, Ether, Motion,"

### Artigos de jornal
- "The Cricket as a Thermometer" (" O grilo como um termômetro "). The American Naturalist, 1897. The University of Chicago Press. A Imprensa da Universidade de Chicago.